# Seja (Fluss)
Die Seja (russisch Зея) ist ein linker Nebenfluss des Amur in der Oblast Amur im Fernen Osten Russlands.
Sie entspringt im östlichen Teil des Stanowoigebirges, fließt von dort anfangs in südwestlicher Richtung und durch die nördlich der Stadt Seja gelegene Seja-Talsperre. Danach wendet sie sich nach Süden, um schließlich bei Blagoweschtschensk in den Amur zu münden. Die Länge der Seja beträgt 1242 km. Das Einzugsgebiet umfasst 233.000 km². Der mittlere Abfluss an der Mündung beträgt 1910 m³/s.
Von November bis Mai ist die Seja zugefroren. Ihr größter Zufluss ist die Selemdscha.